# بورديتيلا منتنة للقصبات
بورديتيلا منتنة للقصبات (الاسم العلمي: Bordetella bronchiseptica) هي نوع من البكتيريا، سلبية الغرام، تتبع البورديتيلا.